# 붓다다사
쁘라 다르마코시체크랴 (응우암 인다파뇨)(태국어: พระธรรมโกศาจารย์ (เงื่อม อินฺทปญฺโญ))는 붓다다사 비쿠(태국어: พุทธทาสภิกขุ, 1906년 5월 27일~1993년 5월 25일)라고도 알려진 20세기의 유명하고 영향력 있는 태국의 금욕 철학가였다. 불교 교리와 태국 민간 신앙의 혁신적인 재해석가로 알려진 붓다는 그의 모국인 태국뿐만 아니라 해외에서도 전통적인 종교적 인식의 개혁을 촉진시켰다. 붓다다사는 종교의 본질적 본질을 꿰뚫어본 사람들은 "모든 종교는 내적으로 동일하다"고 여기는 반면, 단마에 대한 이해도가 가장 높은 사람들은 "종교가 없다"고 느끼는 개인적인 관점을 발전시켰다.}}